# Бандурництво
Бандурництво — мистецтво гри на бандурі. Сучасне бандурне виконання поділяється на кобзарство [Архівовано 15 серпня 2018 у Wayback Machine.] —традиційне музикування на кобзі та лірі; академічне бандурне виконання поділяється на інструментальне, вокальне та ансамблеве - традиційне з виконавськими можливостями інструменту.

## Історія
Найдавніші згадки знаходимо в польських історичних джерелах XVI—XVII ст. про бандуриста королівської капели у Кракові середини XV ст. (1441 р.) Тарашка; лютністів цієї капели: Андрейка, Лук'яна, Подоляна, Стечка, а також бандуриста Чурила на службі у Зигмунда Августа. У XVI ст. у польських вельмож служили: кобзар і лютніст Шумський, лютніст Боярський. Особливу увагу привертає бандурист і лютніст Войташек, який знаний у Європі під іменем Альберт Длугограй який жив у Польщі й Німеччині. В Лейпцизькій лютневій табулатурі 1619 р. є кілька його творів, формою і жанрами пов'язаних з європейськими зразками (віланели, фантазії, вольти), а інтонаційним матеріалом — з національними джерелами.
У Польщі та Росії на кобзі та бандурі  торбані грали переважно українці. Відомо, що поляки називали кобзу: «козацькою лютнею», «маленькою лютнею» чи «півлютнею», а бандуру — «багатострунною лютнею». Отже, можна припустити, що згадувані лютністи могли бути бандуристами, і нині важко однозначно твердити, про що йдеться — про лютню [Архівовано 25 лютого 2021 у Wayback Machine.] чи бандуру. При тім, нотні збірки XVI—XVII ст. адресувались не одному якомусь інструменту. Вміщені в них твори могли виконуватись на будь-якому інструменті. Що більше, недиференційовані форми викладу побутової музики XVIII ст. ускладнюють розпізнавання вокальних та інструментальних творів, які записувались однаково. Все це дає підстави вважати, що в річище загального розвитку побутового музикування і фахового виконавства була і бандура, але не в кобзарських руках, а в руках світських бандуристів.
Шанували кобзу і запорізькі козаки, називаючи її "дружиною вірною". На Січі навіть була кобзарська школа, де ті, хто бажає, може не лише навчитися грати на цьому чудовому інструменті, але й опанувати іноземними мовами: татарською, польською чи турецькою.
З середини XIX ст. автентичне кобзарство почало занепадати: припиняли своє існування кобзарські братства, вмирали кобзарі, змінювався спосіб життя тих, хто ще залишався, зникали автентичні інструменти, втрачався репертуар — і не останню роль у цьому процесі відіграла самодержавна політика переслідувань та утисків. Занепадало й світське бандурництво. На початку XX ст. і кобзарств, бандурництво спіткала однакова доля - знищувалось і одне, і друге.
Українська інтелігенція: О.Русов, О.Жемчужніков, П.Мартинович, О.Сластіон, В.Овчинніков, В.Шевченко, М.Домонтович, М.Кропивницький  намагалась взяти справу збереження і відродження кобзарства у свої руки, але найбільша заслуга у цьому належить М.Лисенку і Г.Хоткевичу. Вивчаючи фольклор, М.Лисенко записав думи Остапа Вересая, [Архівовано 16 січня 2021 у Wayback Machine.] організував його виступи у Києві та Петербурзі (1873, 1875), чим привернув увагу науковців до кобзарського виконавства як до самобутнього явища. На основі музично-теоретичного аналізу репертуару О.Вересая, М.Лисенко підготував наукову роботу (102), що стала поштовхом для подальшого вивчення народної творчості і кобзарства зокрема: Ф.Колессою, Лесею Українкою, К.Квіткою, Д.Ревуцьким, Д.Яворницьким. У 1904-му році М.Лисенко заснував у Києві музично-драматичну школу, а в ній, з 1908-го року, клас бандури та запросивши кобзаря І.Кучугуру-Кучеренка.
Фундаментальні завдання професіоналізації та оновлення кобзарства і бандурництва на початку XX ст. накреслив і вказав їх вирішення видатний мистець української культури Гнат Хоткевич [Архівовано 15 січня 2021 у Wayback Machine.] (1877—1938). Музика була лише однією гранню його універсального таланту, в якій він також проявив себе: бандурист-виконавець традиційної музики; дослідник і знавець кобзарського мистецтва; автор методики навчання гри на бандурі і двох підручників: «Музичні інструменти українського народу» та «Підручник гри на бандурі»; вихователь перших професійних бандуристів — виконавців і педагогів; диригент і композитор; автор близько 400 творів, з яких майже половина для бандури; організатор першої капели бандуристів. Капела мала великий успіх на ХІІ Археологічному з'їзді науковців-етнографів (1902 р.), і стала подією, що кардинально змінила подальший хід розвитку бандури.
Важко переоцінити «революційний прорив» бандурництва в діяльності Г.Хоткевича, але й не просто повною мірою та однозначно окреслити всі його здобутки. Ставши жертвою трагічних репресій 1930-х років, коли знищували бандуру і бандуристів як «націоналістичне», вороже тоталітарній владі явище, Г.Хоткевич був розстріляний у харківській тюрмі. Його ім'я спаплюжили й заборонили, творчість і діяльність перекреслили та кинули в забуття. Засадничий досвід початкової професіоналізації кобзарства і бандурництва, надбаний Г.Хоткевичем, був, по суті, втрачений для сучасників та й для нащадків кількох поколінь. Лише з кінця 1980-х років розпочався період відродження, очищення та адекватної оцінки творчої постаті Г.Хоткевича, його універсальної діяльності у сфері музичного мистецтва, як і кобзарства в цілому.
Тривалий період нищення кобзарів і кобзарства як уособлення вищої духовності у синтезі філософії, моралі і культури українців загальмував процес його розвитку майже на сто років. Це один з найтрагічніших фактів української історії та культури.
Сучасне бандурне мистецтво джерелами якого є кобзарство і давні форми домашнього та придворного музикування, за відносно короткий час півстоліття, здійснило стрімкий злет до висот академічного професіоналізму. Якщо народний інструмент був і залишається національним символом України, то академічна бандура виконує сьогодні високу місію одного з провідників українського музичного мистецтва до світового визнання.
Еволюція бандури, як принципово нового, професійно-академічного, сольно-віртуозного інструмента, органічно поєднала паралельні та взаємозумовлюючі процеси: вдосконалення конструкції інструмента; систематизацію професійної музичної освіти; створення оригінального репертуару (сольно-інструментального, якого до цього майже не було); розширення географії бандурного мистецтва в Україні; появу нової генерації концертних виконавців; вихід українських бандуристів на світові мистецькі терени.
Універсальна постать видатного бандуриста, народного артиста України, професора НМАУ ім. П.І.Чайковського (тут і далі — Національна музична академія України ім. П. І. Чайковського) С. В. Баштана репрезентує другу половину XX ст. в українській музичній культурі, як епоху утвердження нового  академічного бандурного виконавства.

## Академічне бандурне виконавство
Серед поважної когорти творців цієї епохи саме С. В. Баштан поєднав у своїй творчій діяльності всі можливі й необхідні напрямки: виконавство і композицію, педагогіку і методику, публіцистику і редагування, організаційну і музично-громадську роботу. Він став першовідкривачем багатьох новацій бандурної справи.
Вихованець В.Кабачка і М.Геліса, С. В. Баштан y 1957-му році став лауреатом Всесоюзного і Міжнародного конкурсів виконавців на народних інструментах, отримавши дві І премії й дві Золоті медалі. Це була перша перемога бандури як сольно-інструментального концертного інструмента на світовому рівні, що й стало початком утвердження бандури у новій академічній якості. Багаторічна виконавська діяльність С. В. Баштана, як соліста-інструменталіста, була пов'язана з ансамблем бандуристів Українського радіо і телебачення, оркестром Державного українського академічного народного хору ім. Г.Верьовки (1948—1954, 1959 — 1969) та іншими концертними установами (1969 — 1988).
Майже п'ятдесят років С. В. Баштан викладав бандуру в Київській державній консерваторії (НМАУ) ім. П. І. Чайковського. Успадкувавши перспективність розвитку бандурної справи від В.Кабачка, М.Геліса, професор С.Баштан створив продуктивну школу академічного бандурного виконавства  разом зі своїми найобдарованішими учнями та їх вихованцями, а також вивів бандуру на нові рубежі вокально-інструментального, сольно-інструментального та ансамблевого виконавства. Його вихованці — це кілька поколінь талановитих, знаних в Україні та за її межами бандуристів: П.Чухрай, В.Кушпет, К.Новицький, Л.Федорова (Коханська), Г.Топоровська, В.Єсипок, Р.Гриньків, Л.Дедюх, Л.Мандзюк (Валерко), Н.Морозевич (Нагорнова), Р.Борщ.
Роль С. В. Баштана у формуванні Київської школи академічного бандурного виконавства не вичерпується виконавською та педагогічною діяльністю. «Школа гри на бандурі» (1984), написана С. В. Баштаном у співавторстві з А.Омельченком, була і є першою навчально-методичною основою бандурного виховання в Україні. Він здійснив фундаментальну працю з підбору, систематизації, редагування і друку у видавництві «Музична Україна» репертуару для бандуристів усіх рівнів (33 випуски «Бібліотеки бандуриста», 30 випусків «Взяв би я бандуру», 12 випусків «Репертуару бандуриста» та ін.). Усвідомлюючи велику потребу в оригінальному бандурному репертуарі, С. В. Баштан спонукав багатьох українських композиторів до активної творчості. Так з'явився вагомий доробок різножанрових композицій, які часто писались з огляду на творчі можливості саме С. В. Баштана, з урахуванням його постійних порад і побажань, і присвячувались йому як першому виконавцю.
У творчому спілкуванні з композиторами С. В. Баштан і сам став автором оригінальних інструментальних творів для бандури соло та обробок українських народних мелодій для голосу і бандури, які зайняли гідне місце і в педагогічному репертуарі, і на концертній естраді. В результаті, українська музика збагатилася численними різножанровими творами, а бандурне виконання отримало ту класичну репертуарну основу, на якій ґрунтуються сучасна бандурна педагогіка та виконання.